# Golf van Hydra
Golf van Hydra (Grieks: Κόλπος Ύδρας, Kólpos Ýdras) is een deel van de Saronische Golf gelegen tussen de eilanden Hydra en Dokos, en de Argolische kust van  Ermioni en Thermisia. In dit deel van de Saronische Golf zijn er al verscheidene scheepswrakken gevonden, waaronder het oudste schip ooit gevonden dat bij de kust van Dokos werd ontdekt.